# Chrysochroa toulgoeti
Chrysochroa toulgoeti es una especie de escarabajo barrenador metálico del género Chrysochroa, categorizada en la tribu Chrysochroini, de la subfamilia Chrysochroinae. Fue descrita científicamente por Descarpentries en 1982.

## Distribución geográfica
Habita en la región indomalaya.

## Tratamiento taxonómico
La especie aparece registrada y publicada en Sur une nouvelle espèce de Chrysochroa confondue avec C. ocellata ephippigera White (Col. Buprestidae). Nouvelle. Revue d'Entomologie 12(3):241-244. (1982).